# 순상 (신)
순상(郇相, ? ~ ?)은 전한 말기 ~ 신나라의 관료로, 자는 치빈(稚賓)이며 태원군 사람이다.

## 행적
전한 성제 때 기준·설방·순월·당림·당존과 함께 청렴한 선비로 명성이 있었다.
동족 순월과 함께 효렴·수재로 천거되었으나, 병을 얻어 벼슬자리에서 물러났다. 이후 신나라 때 태자사우(太子四友)로 초빙되었으나, 병들어 죽었다.

## 출전
- 반고, 《한서》권72 왕공양공포전